# Мине Согут
Мине Согут (тур. Mine Söğüt; Истанбул, 1968) је турска новинарка и књижевница.

## Ране године
Отац јој је био морнарички официр. Изгубила је оца 1985. године, када је завршила средње образовање у средњој школи за девојке Кадикој. Исте године уписала је Одсек за латински језик и књижевност на Универзитету у Истанбулу.

## Новинарска каријера
Новинарску каријеру започела је у новинама Гунеш 1990. године и радила је као репортер у Служби за људска права. Након затварања новина Гунеш, радила је у магазину Темпо и новинама Јени Јузил.
Добила је почасно признање у категорији вести на такмичењу које је организовало Удружење новинара Турске 1993. године. Између 1996. и 2000. године је написала сценарио за телевизијски документарац Хаберџи. Постала је позната по чланцима које је писала у часопису Окуз (1999-2001). Када је напустила професионално новинарство, радила је као волонтерски уредник локалних новина Џихангир Постаси између 2001. и 2005. године.

## Књижевни рад
Прва књига Мине Согут је биографија под насловом Адалет Џимџоз: Есеј о животној причи. Након њеног првог романа, Беш Севим Апартмани - Руја Табирли Џин Пери Јаланлариндан објављени су њен други роман под називом Кирмизи Заман и његова књига под називом Севгили Доган Кардеш. Године 2006. објављена је њена књига интервјуа са Пинар Кур под називом Ашкин Сону Џинајетин. Године 2007. објављен је њен трећи роман, Шахбаз'ин Харикуладе Јили 1979. Њен роман Мадам Артур Беј ве хајафиндаки хер сеј изашао је 2010. године као и њена монографија под насловом Долапдере: курдске мачке, цигански лептири. Kњигу прича под називом Дели Кадин Хикајелери објаvila је 2011. Своју причу под називом Китабıндаки Синеклер Севиşиркен адаптирала је за позориште. Мерве Енгин је глумила у овој представи..

## Приватан живот
Удата је за цртача Бахадира Барутера. 